# Reinfried von Baumbach
Reinfried von Baumbach (* 17. Oktober 1898 in Gelnhausen; † 5. November 1989) war ein deutscher Verwaltungsjurist und Landrat.

## Leben
Reinfried war Angehöriger des alten hessischen Adelsgeschlechtes Baumbach. Seine Eltern waren der Regierungspräsident Philipp von Baumbach († 1911) und Clara von Laffert-Lehsen († 1937), Tochter der Antoinette Stein und des Gutsbesitzers August von Laffert. Reinfried hatte Geschwister.
Er wirkte als Landrat im Landkreis Fraustadt (1938–1940) und vertretungsweise im Landkreis Lissa (1939–1940) im Reichsgau Wartheland. Ab 1940 war er Kriegsteilnehmer, bis er 1942 den Landratsposten im Rhein-Wupper-Kreis mit Sitz in Opladen übernahm. Dort wirkte er bis 1945. In seiner Funktion saß er zudem als stellvertretender Vorsitzender in regionalen Aktien-Gesellschaften.
Reinfried von Baumbach heiratete 1938 in Berlin Ruth von Stockhausen aus niedersächsischen Adel. Ihre Eltern waren Else von Bomsdorff und der Generalmajor Karl von Stockhausen. Ruth und Reinfried von Baumbach hatten zwei Töchter.
Baumbach war Ober-Vorsteher des Stifts Kaufungen der Althessischen Ritterschaft.